# Bessay-sur-Allier
 Bessay-sur-Allier  es una población y comuna francesa, situada en la región de Auvernia, departamento de Allier, en el distrito de Moulins y cantón de Neuilly-le-Réal.

## Geografía
Bessay-sur-Allier se encuentra a unos doce kilómetros al sur de Moulins am Allier, que limita con el municipio al oeste. Bessay-sur-Allier está rodeado por los municipios vecinos de Toulon-sur-Allier en el norte, Neuilly-le-Réal en el este, Gouise en el sureste, Saint-Gérand-de-Vaux y La Ferté-Hauterive en el sur y Chemilly en el oeste.
La ruta nacional 7 atraviesa el municipio.

## Demografía
| 1207 | 1207 | 1157 | 1331 | 1329 | 1378 |
| Para los censos de 1962 a 1999 la población legal corresponde a la población sin duplicidades (Fuente: INSEE [Consultar]) |      |      |      |      |      |